# Жостерові
Жостерові (Rhamnaceae) — родина квіткових рослин в порядку розоцвітих. Родина містить 50—60 родів і близько 870—900 видів. Найперше викопне свідоцтво про Rhamnaceae походить з еоцену.

## Опис
Дерева, чагарники, кущі або ліани, колючі або беззбройні. Прості листки часто чергуються, іноді супротивні, з прилистками або листям, що перетворені на шипи; квіти непримітні (але в Ceanothus щільні кластери квітів помітні), двостатеві або одностатеві, одиночні або в суцвіттях. Суцвіття знаходяться в кластерах або клубочках. Чашолистки (4) 5. Пелюстки (4) 5 або 0; 5 або 4 тичинки. Пелюстки можуть бути білими, жовтуватими, зеленуватими, рожевими або синіми. Плоди ягоди, капсули або кістянки. Деякі пристосовані до перенесення вітром, але більшість — ссавцями і птахами.

## Поширення
Є близько 6000 космополітичних видів, найбільш у теплих і помірних країнах, деякі з лікарськими властивостями.

## Використання
Китайське дерево унабі (Ziziphus zizyphus) є одним з основних фруктів у Китаї. Американський рід Ceanothus, який має кілька ефектних декоративних видів, має азотофіксуючі бульбочки. Економічне використання Rhamnaceae є, головним чином, як декоративних рослин і як джерело багатьох блискучих зелених і жовтих фарб. Деревина роду Жостір (Rhamnus) раніше використовувалась для виробництва деревного вугілля як складової при виготовленні чорного димного пороху до появи сучасних порохів та твердих ракетних палив.

## Галерея

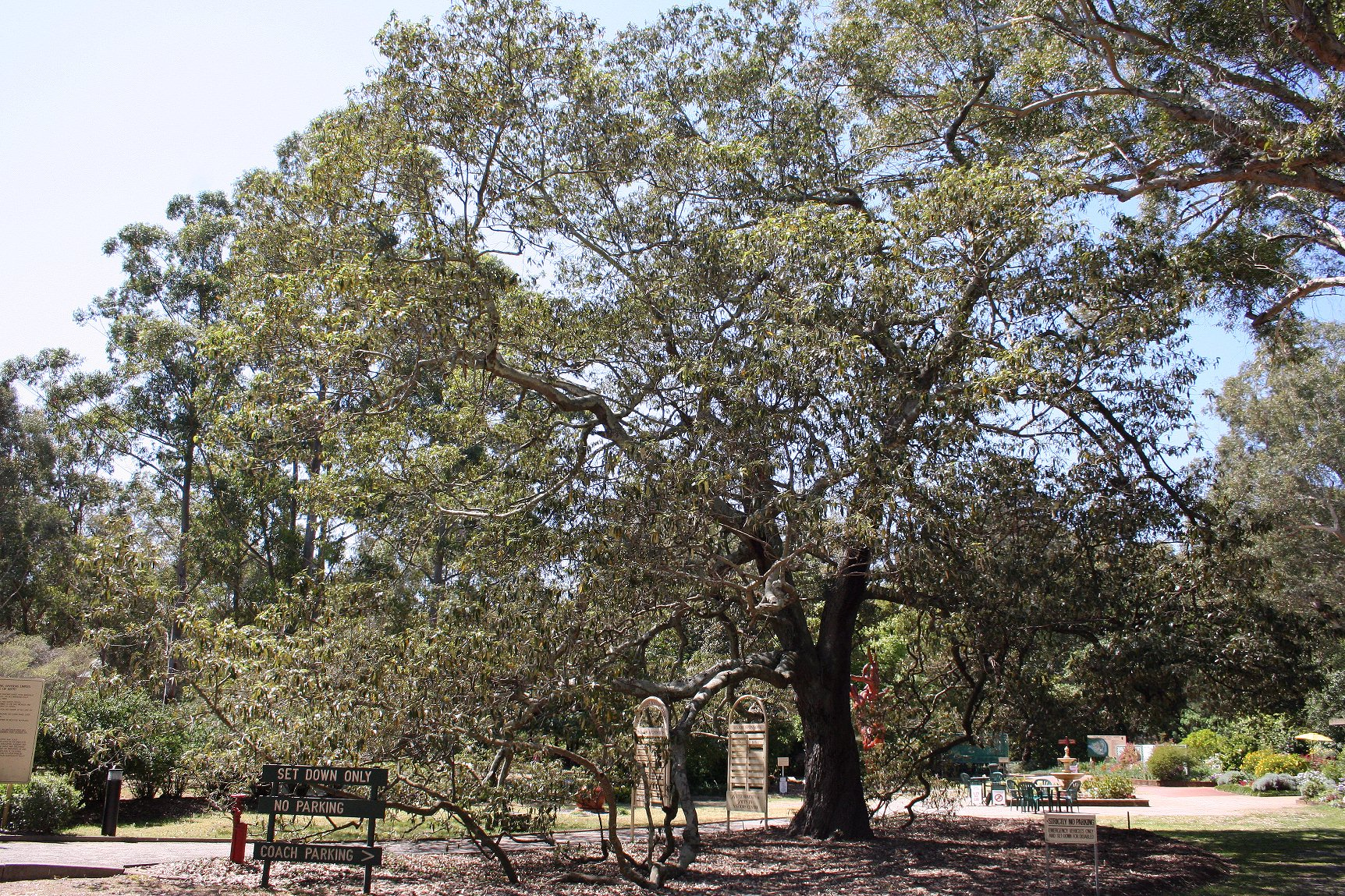
Alphitonia excelsa
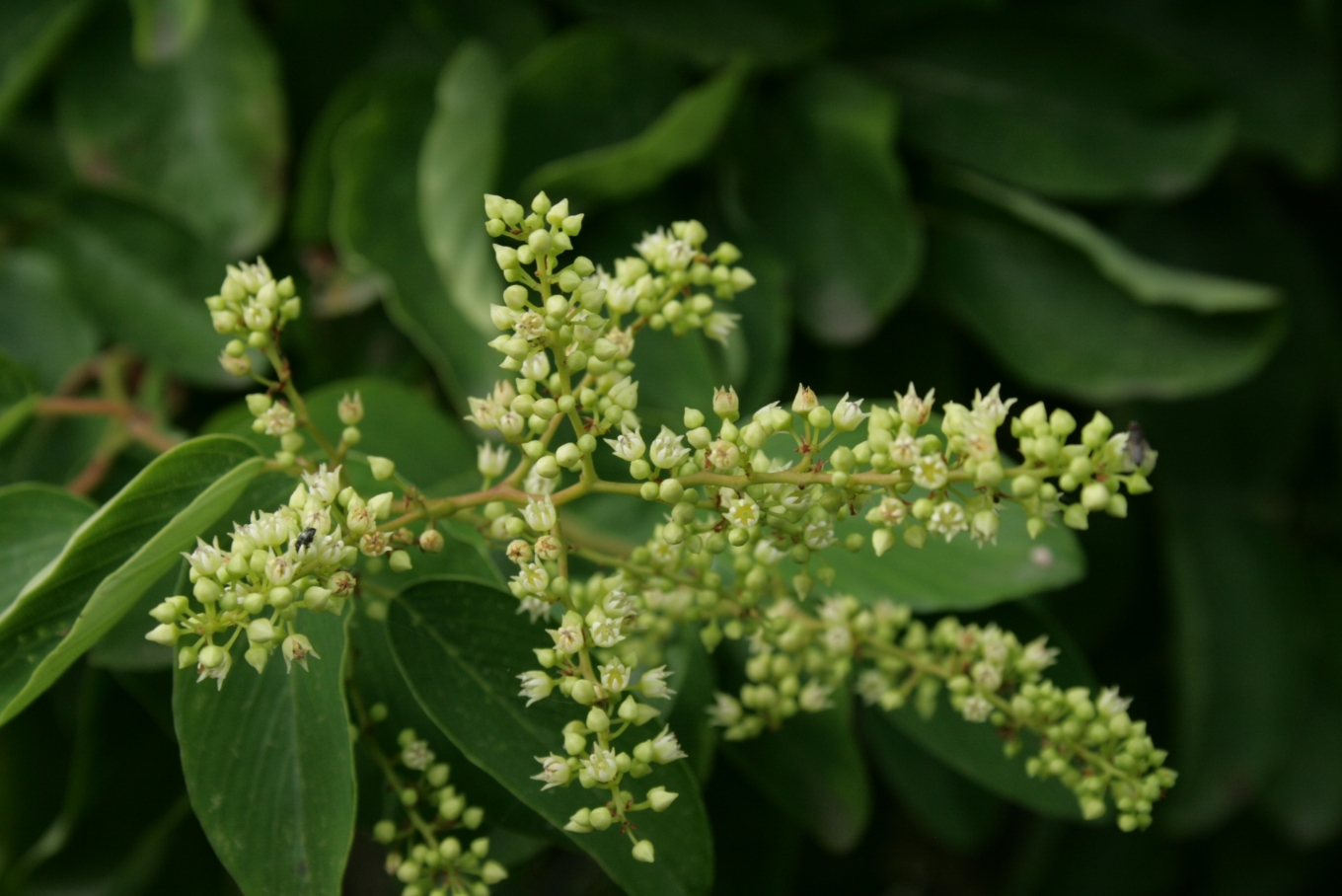
Berchemia racemosa
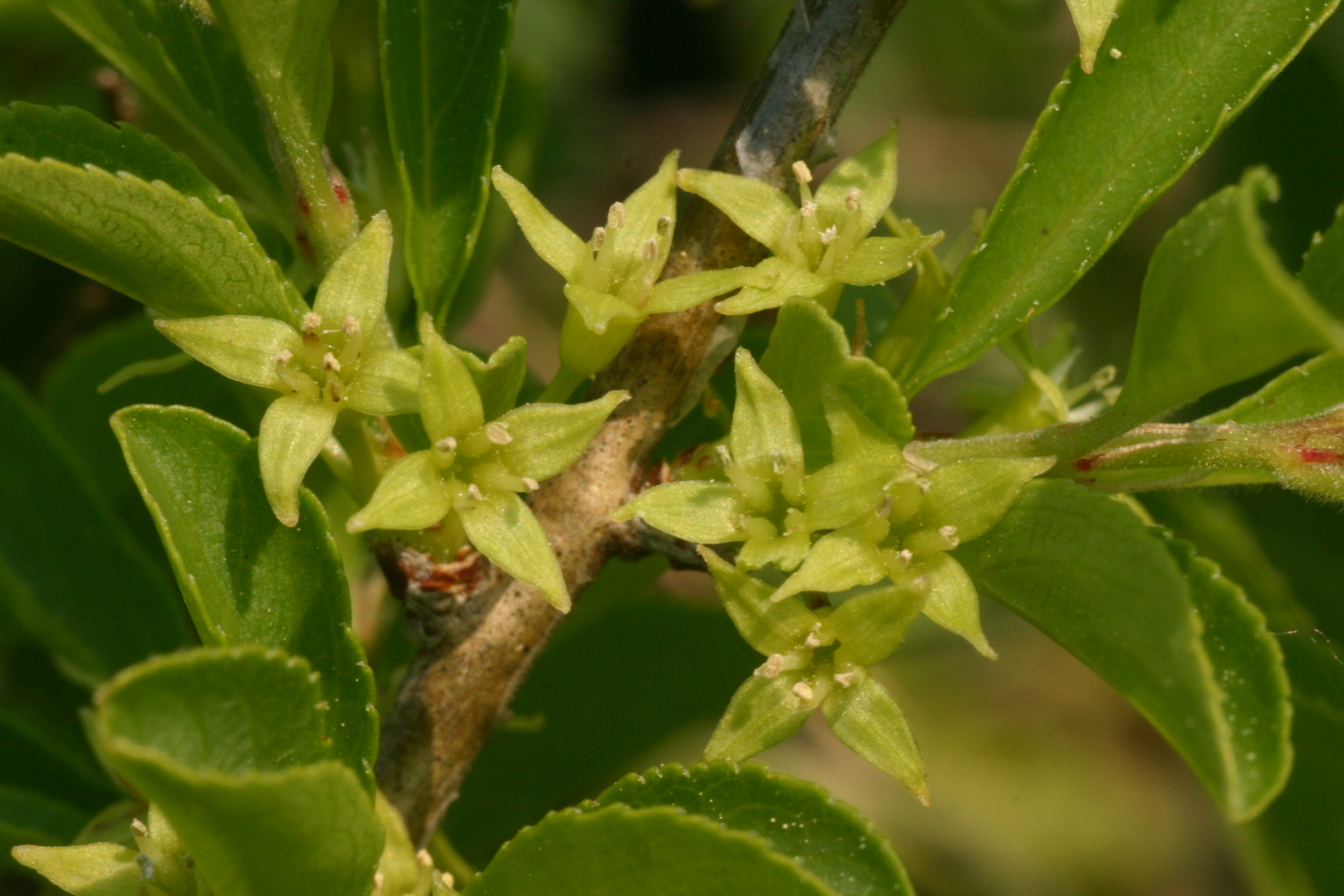
Rhamnus saxatilis
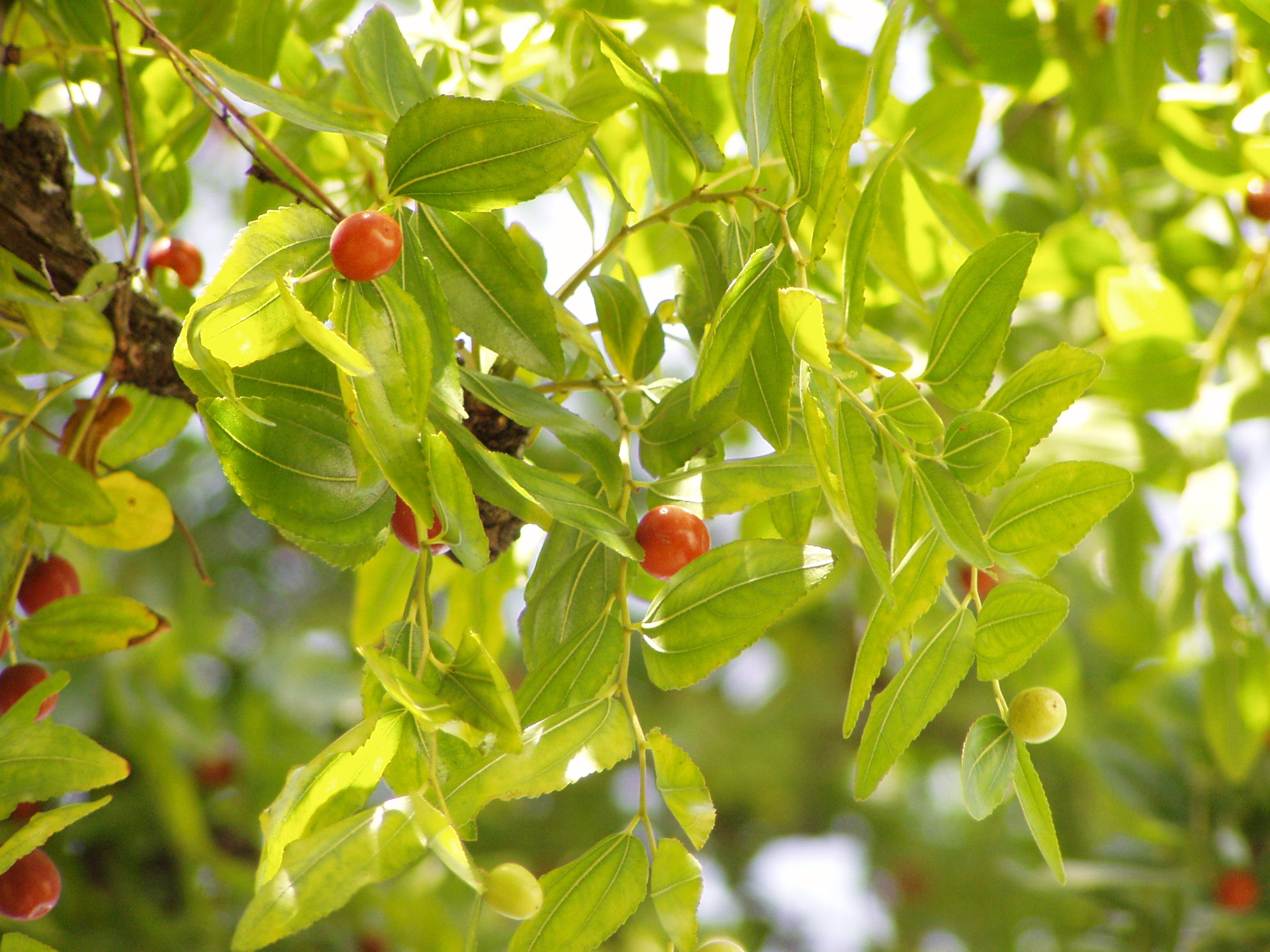
Ziziphus jujuba
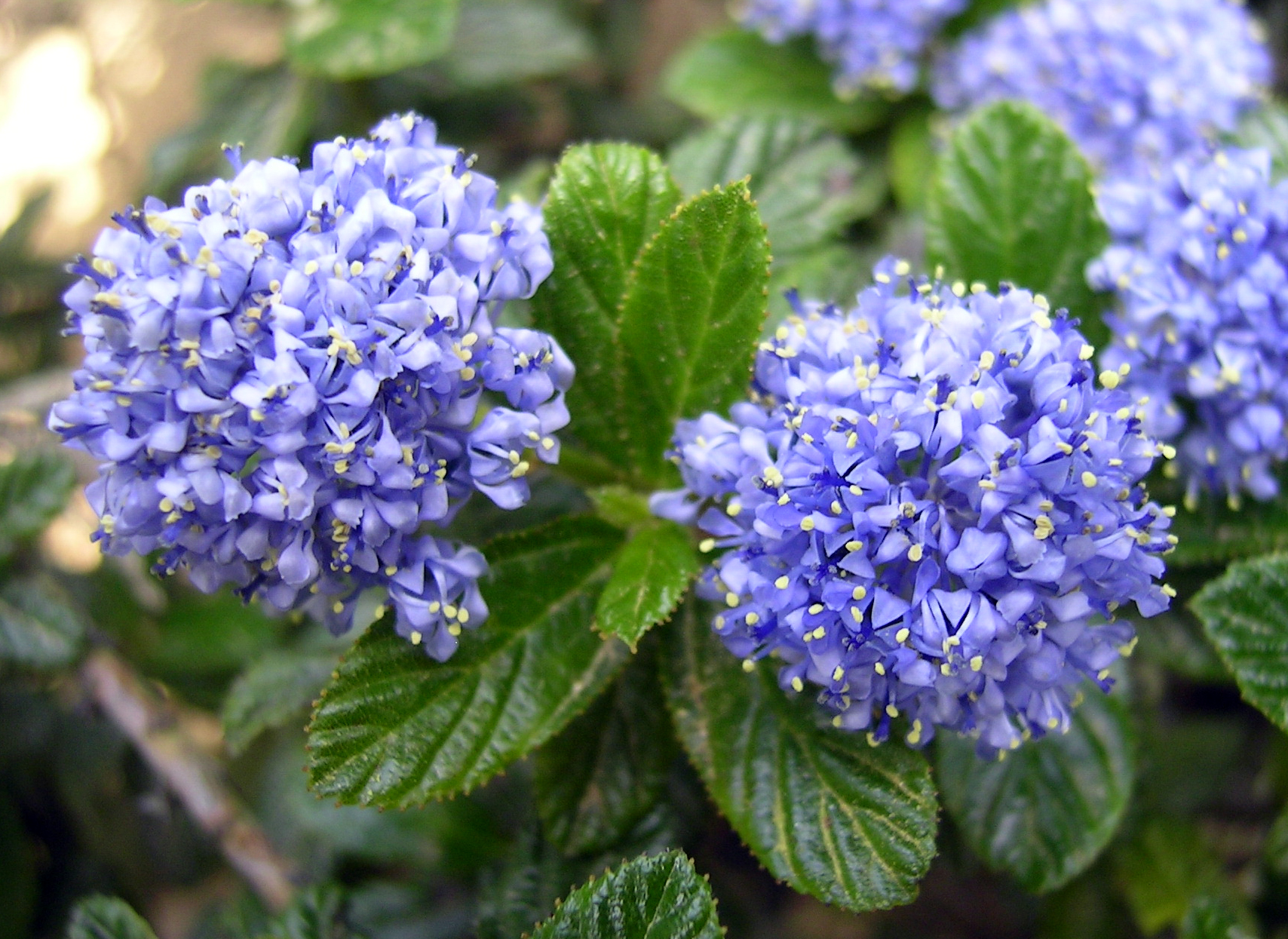
Ceanothus thyrsiflorus
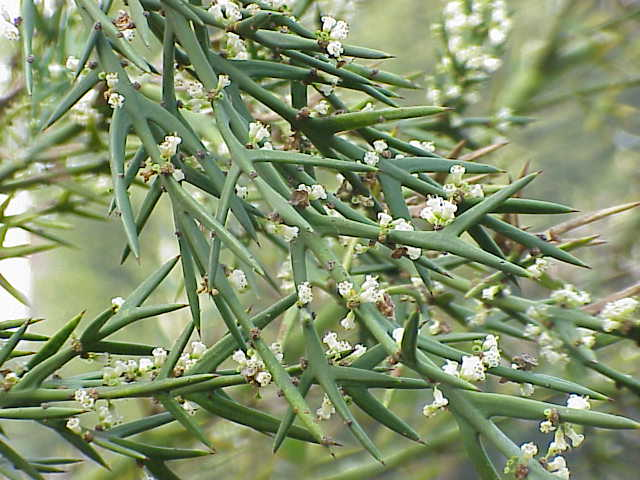
Colletia atrox